# آلفرد گراش
آلفرد گراش (انگلیسی: Alfred Gerasch؛ ۱۷ اوت ۱۸۷۷ – ۱۲ اوت ۱۹۵۵ (۷۷ ساله)) بازیگر اهل کشور آلمان بود.
از فیلم‌ها یا برنامه‌های تلویزیونی که وی در آن نقش داشته‌است می‌توان به ۱۹۱۴ اشاره کرد.